# Condat (Lot)
Condat es una comuna francesa situada en el departamento de Lot, de la región de Occitania.

## Historia
En 1806 absorbe la comuna de Saint-Félix-de-Bannières.
En 1806 pasó a formar parte de la comuna de Saint-Michel-de-Bannières y en 1841 fue reconstituida a partir de sus antiguos territorios.
En 1912 esta comuna cedió terrenos para la creación de la comuna de Les Quatre-Routes-du-Lot.

## Demografía
| Gráfica de evolución demográfica de Condat entre 1800 y 2022 |
|                                                              |

Los datos demográficos contemplados en este gráfico se han cogido de la página francesa EHESS/Cassini.